# Phascolosoma albolineatum
Phascolosoma albolineatum är en stjärnmaskart som beskrevs av Baird 1868. Phascolosoma albolineatum ingår i släktet Phascolosoma och familjen Phascolosomatidae. Inga underarter finns listade i Catalogue of Life.